# John B. Weber
 John Baptiste Weber (* 21. September 1842 in Buffalo, New York; † 18. Dezember 1926 in Lackawanna, New York) war ein US-amerikanischer Politiker. Zwischen 1885 und 1889 vertrat er den Bundesstaat New York im US-Repräsentantenhaus.

## Werdegang
John Weber besuchte sowohl öffentliche als auch private Schulen und die Central School of Buffalo. Während des Bürgerkrieges diente er im Heer der Union, in dem er bis zum Oberst der 89th United States Colored Infantry aufstieg. Nach dem Krieg arbeitete er zunächst im Lebensmittelhandel. Von 1871 bis 1873 war er stellvertretender Posthalter in Buffalo; zwischen 1874 und 1876 fungierte er als Sheriff im dortigen Erie County. Politisch schloss er sich der Republikanischen Partei an.
Bei den Kongresswahlen des Jahres 1884 wurde Weber im 33. Wahlbezirk von New York in das US-Repräsentantenhaus in Washington, D.C. gewählt, wo er am 4. März 1885 die Nachfolge von Francis B. Brewer antrat. Nach einer Wiederwahl konnte er bis zum 3. März 1889 zwei Legislaturperioden im Kongress absolvieren. Im Jahr 1888 wurde er nicht bestätigt.
Im Juni 1888 nahm John Weber als Delegierter an der Republican National Convention in Chicago teil, auf der Benjamin Harrison als Präsidentschaftskandidat nominiert wurde. Zwischen 1888 und 1908 war er als Grade-crossing Commissioner Beauftragter der Stadt Buffalo für Straßenkreuzungen. Gleichzeitig war er in den Jahren 1890 bis 1893 Immigrationsbeauftragter im New Yorker Hafen. In dieser Zeit wurde das Einwanderungsdurchgangslager auf Ellis Island in Betrieb genommen. Im Jahr 1901 war Weber Generalbeauftragter für die Pan-American Exposition in Buffalo. Er starb am 18. Dezember 1926 in Lackawanna und wurde in Buffalo beigesetzt.